# Criotettix brachynotus
Criotettix brachynotus är en insektsart som beskrevs av Zheng, Z. och G. Jiang 1994. Criotettix brachynotus ingår i släktet Criotettix och familjen torngräshoppor. Inga underarter finns listade i Catalogue of Life.